# Le Télémaque
Le Télémaque est une revue scientifique semestrielle de philosophie de l'éducation créée en 1995.

## Historique
Un texte fondateur, intitulé « Plate-forme pour la création d'une revue de philosophie de l'éducation », écrit en 1994, est le préalable à la création de la revue. Ce texte définit les objets épistémologiques, éthiques et politiques de la philosophie de l'éducation et son lien, en tant que discipline autonome, avec les sciences de l'éducation. Le projet est soutenu financièrement par les CRDP de Dijon et de Rennes, le premier numéro paraît en janvier 1995, sur le thème « L'éducation : les origines », puis à partir du no 13 (1998), la revue est hébergée par le laboratoire de sciences de l'éducation (CERSE) de l'université de Caen et éditée par les Presses universitaires de Caen, avec un tirage de 500 exemplaires.
L'association éponyme « Le Télémaque » est créée en 1997, dans la perspective « de soutenir et d’encourager toutes publications et confrontations d’idées relatives à la philosophie et aux théories de l’éducation ». Elle permet de recueillir l'argent des abonnements, les aides et les subventions financières. Elle « veille aux intérêts de la revue Le Télémaque et lui apporte son soutien ». Elle participe à l'organisation de colloques en lien avec la revue, au Centre culturel international de Cerisy-la-Salle : « Le sens de l'école et la démocratie » (2000), « Éducation et longue durée » (2005), et « L’Émile vu d’aujourd’hui », en 2012, à l’occasion du 400e anniversaire de Jean-Jacques Rousseau. Un autre colloque, « Hériter de l'humanité : Humanité-s, éducation, formation », à l'université de Tours (2015), se fait en partenariat avec l'équipe de recherche Éducation Éthique Santé (EES) .

## Ligne éditoriale
Le titre de la revue est une référence aux Aventures de Télémaque. Ce roman, composé par Fénelon en 1694-1696, évoque les aventures du fils d'Ulysse. Se situant à la fois sur un plan éducatif et philosophique, il constitue « une référence obligée pour toute réflexion sur l'éducation ». La revue inscrit ses recherches principalement en philosophie de l'éducation, en dialogue avec d'autres champs disciplinaires, la littérature, l'histoire, la sociologie, la psychanalyse, la philosophie politique, la psychologie de l'enfant et les sciences de l'éducation. Les rédacteurs en chef sont Brigitte Frelat-Kahn et Didier Moreau.

## Indexation et diffusion
Le Télémaque figure sur la liste de revues de sciences de l'éducation francophones du CNU et de l'HCERES et celle de l'AECSE (Association des enseignants et chercheurs en sciences de l'éducation). Il fait l'objet du suivi de revues francophones concernant des questions d'éducation du service Veille et Analyse de l'Institut français de l'éducation.
La revue est également référencée par la base Mir@bel et par JournalBase (CNRS).
Elle est présente sur le portail Cairn depuis 2011.